# Mauro Calamia
Mauro Calamia (ur. 20 stycznia 1992 roku w Laupen) – szwajcarski kierowca wyścigowy.

## Kariera
Calamia rozpoczął karierę w wyścigach samochodowych w 2009 roku od startów w LO Formel Lista Junior, gdzie raz stanął na podium. Z dorobkiem 34 punktów uplasował się tam na dziesiątej pozycji w klasyfikacji generalnej. Rok później był jedenasty. W późniejszych latach pojawiał się także w stawce Północnoeuropejskiego Pucharu Formuły Renault 2.0, Alpejskiej Formuły Renault 2.0, Formuły 2 oraz Trofeo Maserati World Series.
W Mistrzostwach Formuły 2 wystartował w 2012. Uzbierane dwa punkty pozwoliły mu uplasować się na osiemnastym miejscu w klasyfikacji końcowej.

## Statystyki
| Sezon | Seria                                         | Zespół            | Wyścigi | Zwycięstwa | PP | NO | Podium | Punkty | Pozycja |
| ----- | --------------------------------------------- | ----------------- | ------- | ---------- | -- | -- | ------ | ------ | ------- |
| 2009  | LO Formula Lista Junior                       | Daltec Racing     | 12      | 0          | 0  | 1  | 1      | 34     | 10      |
| 2010  | LO Formula Lista Junior                       | Torino Motorsport | 12      | 0          | 0  | 0  | 0      | 36     | 11      |
| 2011  | Alpejska Formuła Renault 2.0                  | Daltec Racing     | 12      | 0          | 0  | 0  | 0      | 36     | 11      |
| 2011  | Północnoeuropejski Puchar Formuły Renault 2.0 | Daltec Racing     | 3       | 0          | 0  | 0  | 0      | 25     | 34      |
| 2012  | Formuła 2                                     | Motorsport Vision | 12      | 0          | 0  | 0  | 0      | 2      | 18      |
| 2013  | Trofeo Maserati World Series                  |                   | 12      | 0          | 0  | 0  | 2      | 72     | 5       |